# Pierre-Simon Laplace
Pierre-Simon, Marquis de Laplace (født 23. marts 1749, død 5. marts 1827) var en fransk matematiker og astronom, der lagde sidste hånd på den matematiske astronomi ved at opsummere og udvide sine forgængeres arbejde i fembindsværket Mécanique Céleste (Himmelmekanik) (1799-1825). Dette mesterværk oversatte det geometriske studium af klassisk mekanik, som Isaac Newton foretog, til et, der blev baseret på infinitesimalregning og er kendt som fysisk mekanik.
Han er også opdageren af Laplaces ligning. Selvom Laplacetransformationen er opkaldt efter Laplace, der brugte den i sine arbejde i sandsynlighedsteorien, blev transformationen oprindeligt opdaget af Leonhard Euler, den produktive schweiziske matematiker fra det 18. århundrede. Laplacetransformationen anvendes i alle dele af matematisk fysik — et område, Laplace selv havde en stor rolle i dannelsen af. Laplace-operatoren, der benyttes i anvendt matematik, er ligeledes opkaldt efter ham.
Han blev greve i Frankrigs første kejserdømme i 1806 og blev i 1817 markis efter den bourbonske restauration.

## Fodnoter
1. ↑  Navnet er anført på svensk og stammer fra Wikidata hvor navnet endnu ikke findes på dansk.
2. ↑  Navnet er anført på bokmål og stammer fra Wikidata hvor navnet endnu ikke findes på dansk.
3. ↑  Navnet er anført på engelsk og stammer fra Wikidata hvor navnet endnu ikke findes på dansk.
4. ↑  Navnet er anført på engelsk og stammer fra Wikidata hvor navnet endnu ikke findes på dansk.
5. ↑  Navnet er anført på bokmål og stammer fra Wikidata hvor navnet endnu ikke findes på dansk.
6. ↑  Laplace, Pierre (1749-1827) – from Eric Weisstein's World of Scientific Biography